# Masacre de López de Micay de 2024
La masacre de López de Micay ocurrió el 8 de septiembre de 2024 en la vereda La Sagrada Familia, ubicada en el municipio de López de Micay, Cauca, Colombia. 
Durante este trágico evento, doce personas fueron asesinadas mientras compartían en la comunidad. 
Las víctimas incluían cinco mujeres y siete hombres. 
Según informes, el ataque fue perpetrado por un grupo armado, aunque las circunstancias exactas y los responsables aún están bajo investigación. 
Este incidente es parte de la violencia continua en la región, donde varios grupos armados luchan por el control territorial y el dominio de actividades ilícitas.

## Procedimientos judiciales
Las investigaciones judiciales sobre la masacre de López de Micay están en curso. 
Las autoridades han revelado algunos avances iniciales, pero aún no se han identificado a los autores de la masacre. 
Se manejan varias hipótesis, incluyendo confrontaciones entre grupos armados y posibles ajustes de cuentas.
La masacre, que resultó en la muerte de 12 personas, ha generado una respuesta significativa de las autoridades locales y nacionales, quienes están trabajando para esclarecer los hechos y llevar a los responsables ante la justicia.